# Gonomyia parvispinosa
Gonomyia parvispinosa är en tvåvingeart som beskrevs av Alexander 1938. Gonomyia parvispinosa ingår i släktet Gonomyia och familjen småharkrankar. Inga underarter finns listade i Catalogue of Life.